# Мазилин, Филипп Николаевич
Филипп Николаевич Мазилин (6 января 1894 года, деревня Дмитриевка, Аксубаевской волости, Чистопольского уезда, Казанской губернии, Российская империя (ныне Аксубаевского района, Татарстан, Россия) — 1 марта 1944 года, деревня Мормаль, Стрешинского района, Гомельской области, Белорусской ССР, СССР (ныне Доброгощанского сельсовета, Жлобинского района, Белоруссия)) — участник Великой Отечественной войны, командир расчёта станкового пулемёта 13-го отдельного пулемётно-артиллерийского батальона 161-го укрепрайона 1-го Белорусского фронта, старший сержант. Закрыл своим телом амбразуру дзота. Самый старший по возрасту из известных воинов, закрывших своим телом амбразуру дзота.

## Биография
Родился в 1894 году в деревне Дмитриевка на юге Татарстана. Участник Гражданской войны. Активист колхозного строительства.
13 апреля 1942 года был призван в РККА и был направлен в Сталиногорск, где формировался 161-й укреплённый район.
До апреля 1943 года укрепрайон в составе Московской зоны обороны стоял на обороне Москвы, с 16 апреля 1943 года действует в составе Центрального фронта (на 1944 года 1-го Белорусского фронта).
1 марта 1944 года 161-й укрепрайон вёл тактические бои за улучшение позиций южнее Жлобина на подступах к деревне Мормаль. 13-й отдельный пулемётно-артиллерийский батальон наступал на важную высоту, опоясанную сплошным проволочным заграждением и траншеями с 6 дзотами. Продвижение двух рот замедлял фланкирующий огонь из пулемётного дзота. Вооружившись противотанковыми гранатами, уже будучи тяжело ранеными, сержант Мазилин вместе с лейтенантом Жуйковым подползли к дзоту, однако подорвать дзот не удалось, и тогда Жуйков и Мазилин одновременно закрыли своими телами амбразуру дзота.
Приводится и несколько иная версия событий, в соответствии с которой Мазилин закрыл телом амбразуру после того, как тело Жуйкова было сброшено.
Был представлен к званию Героя Советского Союза, представление было поддержано вплоть до начальника укрепрайонов фронта, но приказом по войскам фронта старший сержант Мазилин был посмертно награждён орденом Ленина.
Похоронен близ поля боя, впоследствии был перезахоронен в братской могиле в деревне Малевичи Мормальского района.
На месте гибели на окраине деревни Мормаль установлена стела с барельефным изображением двух воинов и вмонтированной доской из мраморной крошки. Именем Ф. Н. Мазилина названа улица в деревне Мормаль.